# Río Lea (Inglaterra)
El Lea es un río de Inglaterra, uno de los países del Reino Unido. Nace en Marsh Farm, Leagrave, Luton, en las Chiltern Hills y fluye generalmente hacia el sureste, al este, y luego hacia el sur a través del este de Londres, donde desemboca en el río Támesis, siendo la última sección conocida como Bow Creek. Es uno de los mayores ríos de Londres y el afluente de importancia más oriental del Támesis, fue usado como referencia para la canción “River lea” de la cantante británica Adele. Su valle crea una larga cadena de terrenos pantanosos a lo largo de su curso bajo, muchos de los cuales han sido utilizados para la extracción de grava y minerales, usos industriales y para embalsar. Gran parte del río se ha canalizado para proporcionar una ruta navegable para embarcaciones hacia el este de Hertfordshire. Mientras que el curso bajo sigue estando algo contaminado, su curso alto y sus afluentes, clasificados como arroyos de creta, son una fuente importante de agua potable para Londres. Un desvío conocido como el New River, abierto en 1613, extrae agua limpia del curso bano del río para beber. Sus orígenes en los Chilterns contribuyen a la extrema dureza (alto contenido mineral) del agua del agua de grifo de la zona que abastece de Londres.